# 徳倫理学
徳倫理学（とくりんりがく、古希: ἀρετή、古代ギリシア語ラテン翻字: aretḗ、アレテー、英: virtue ethics [ˌærəˈteɪ.ɪk]）とは、他の倫理体系が自発的行為の結果、行為の原則や規則、あるいは神の権威への服従を主要な役割とするのに対し、美徳と道徳的性格を倫理学の主要な主題として扱う哲学的アプローチである。
徳倫理学は通常、倫理学における他の2つの主要なアプローチである帰結主義と義務論と対比される。これらは行為の結果の善さ（帰結主義）と道徳的義務の概念（義務論）を中心に据える。徳倫理学は、事態の善さや道徳的義務の倫理に対する重要性を必ずしも否定しないが、他の倫理理論とは異なり、徳や時にはユーダイモニアのような他の概念を強調する。

## 主要概念

### 徳と悪徳
徳倫理学において、美徳は生活のある領域において良く考え、感じ、行動する特徴的な性向である。対照的に、悪徳は生活のある領域において貧しく考え、感じ、行動する特徴的な性向である。徳は日常的な習慣ではない。それらは人格や人としてのあり方の中心にあるという意味で、性格特性である。
初期の版や一部の現代版の徳倫理学では、徳は、それを示す人における「繁栄と幸福」を促進または示す性格特性として定義される。徳倫理学の一部の現代版は、幸福や繁栄の観点から徳を定義せず、一部は徳を徳とは独立に定義される他の善を促進する傾向のある特性として定義し、それによって徳倫理学を帰結主義倫理学に包摂（または何らかの形で融合）しようとする。
アリストテレスにとって、徳はユーダイモニアを達成するためのより良い能力を与える技能ではなく、それ自体がユーダイモニアの表現、すなわち活動におけるユーダイモニアであった。
帰結主義的および義務論的倫理体系では、自分の利益にならなくても正しいことをするよう求められることがある（より大きな善のため、あるいは義務のためにそれを行うべきである）のに対し、徳倫理学では、自分の利益になるから正しいことを行う。実践的徳倫理学の訓練の一部は、自分の啓発された自己利益と徳の実践の一致を見出すことであり、それによって、徳を持つことが自分にできる最善のことであることを知っているため、喜んで、嬉しく、熱心に徳を持つようになる。

### 徳と感情
ギリシア哲学および現代のユーダイモニア的徳倫理学において、徳と悪徳は情動的要素と知的要素の両方を含む複雑な性向である。つまり、それらは正しいことについて適切に推論する能力（以下のフロネシスを参照）と、感情や感覚を適切に働かせる能力の両方を含む性向である。
例えば、寛大な人は人をいつどのように助けるかについて適切に推論でき、そのような人は喜んで、葛藤なく人を助ける。この点で、徳のある人は、悪徳のある人（何をすべきかについて貧しく推論し、誤ったことに感情的に執着する）やアクラシアの人（正しいことを知っていながら感情に誘惑されて誤ったことをする）だけでなく、単に自制的な人（感情は誤ったことへと誘惑するが、意志の強さによって正しいと知っていることを行う）とも対比される。
ロザリンド・ハーストハウスによれば、アリストテレス的徳倫理学において、感情は道徳的意義を持つ。なぜなら「徳（および悪徳）はすべて、行動するだけでなく、反応としてまた行動への衝動として感情を感じる性向である...［そして］徳を持つ人においては、これらの感情は『正しい』機会に、『正しい』人々や対象に向かって、『正しい』理由で感じられる。ここで『正しい』とは『適切な』を意味する...」からである。

### フロネシスとユーダイモニア
フロネシス（古希: φρόνησις；思慮深さ、実践的徳、または実践的知恵）は、その所有者が任意の状況で最善のことを識別できるようにする獲得された特性である。理論的知恵とは異なり、実践的理性は行動または決定をもたらす。ジョン・マクダウェルが述べるように、実践的知恵は状況が要求することへの「知覚的感受性」を含む。
ユーダイモニア（古希: εὐδαιμονία）は、ギリシア語から「幸福」、「幸せ」、「祝福」、そして徳倫理学の文脈では「人間の繁栄」と様々に訳される状態である。この意味でのユーダイモニアは主観的な状態ではなく、客観的な状態である。それは良く生きられた人生を特徴付ける。
西洋哲学の伝統におけるユーダイモニアの最も著名な提唱者であるアリストテレスによれば、ユーダイモニアは人生の目標を定義する。それは人間の特徴的な資質である理性を、魂の最も適切で滋養となる活動として行使することから成る。アリストテレスは、彼以前のプラトンと同様に、『ニコマコス倫理学』において、ユーダイモニアの追求は「完全な徳に従った魂の活動」であると論じた。さらにそれは、人間の特徴的な共同体、すなわちポリスまたは都市国家においてのみ適切に行使できると論じた。
ユーダイモニアはアリストテレスによって最初に普及したが、現在では一般的に徳理論の伝統に属する。徳理論家にとって、ユーダイモニアは適切な人間の生活を送る人によって達成される状態を表し、これは徳を実践することによって到達できる結果である。徳は、保持者がその目的を達成することを可能にする習慣または資質である。例えば、ナイフの徳は鋭さであり、競走馬の徳の中には速さがある。したがって、人間の徳を特定するためには、人間の目的が何であるかを説明する必要がある。
現代の徳倫理学理論がすべてユーダイモニア的であるわけではない。一部はユーダイモニアの代わりに別の目的を置き、また一部は非目的論的である。つまり、徳の実践が生み出すか、または生み出す傾向のある結果の観点から徳を説明しない。

## 徳の歴史
西洋の伝統の多くと同様に、徳理論は古代ギリシア哲学に起源を持つ。
徳倫理学はソクラテスから始まり、その後プラトン、アリストテレス、そしてストア派によってさらに発展した。徳倫理学は、個人の行為（またはその結果）ではなく、個人の性格に焦点を当てる。どの特定の徳が賞賛に値するかについては、徳倫理学の支持者の間で議論がある。しかし、ほとんどの理論家は、倫理は徳の実践によって示されることに同意する。
プラトンとアリストテレスの徳の扱いは同じではない。プラトンは、徳は実質的に追求すべき目的であり、そのために友人が有用な手段となり得ると考える。アリストテレスは、徳は、特に本物の友情を守るための手段としてより機能し、それなしには幸福の追求が挫折すると述べる。
枢要徳として知られる4つの徳、知恵、正義、勇気、節制の議論は、プラトンの『国家』に見られる。徳は、アリストテレスの『ニコマコス倫理学』に見られる倫理理論でも重要な位置を占める。
徳理論は、ティトゥス・リウィウス、プルタルコス、タキトゥスのような道徳的歴史家によって歴史の研究に導入された。ギリシアの徳の考えは、マルクス・トゥッリウス・キケロを通してローマ哲学に伝えられ、後にミラノのアンブロジウスによってキリスト教の道徳神学に組み込まれた。スコラ学の時期には、神学的観点からの最も包括的な徳の考察が、トマス・アクィナスの『神学大全』と『ニコマコス倫理学注解』において提供された。
宗教改革後、アリストテレスの『ニコマコス倫理学』は17世紀後半までプロテスタント大学における倫理学の主要な権威であり続け、1682年以前に『ニコマコス倫理学』に関する50以上のプロテスタントの注釈書が出版された。
この伝統は過去数世紀のヨーロッパ哲学思想の背景に退いたが、「徳」という用語はこの期間中も通用し続け、実際には古典的共和主義または古典的自由主義の伝統において顕著に現れる。この伝統は16世紀のイタリアの知的生活、そして17世紀と18世紀の英国とアメリカの知的生活において顕著であった。実際、「徳」という用語は、トマス・フェルナンデス・デ・メドラノ、ニッコロ・マキャヴェッリ、デイヴィッド・ヒューム、イングランド内戦期の共和主義者たち、18世紀のイギリスのホイッグ党、そしてスコットランド啓蒙とアメリカ合衆国建国の父の著名な人物たちの著作にしばしば登場する。

### 現代の「アレテー転回」
一部の啓蒙時代の哲学者（例えばデイヴィッド・ヒューム）は徳を強調し続けたが、功利主義と義務論の優位性により、徳理論は西洋哲学の周縁に追いやられた。徳理論の現代的復興は、しばしば哲学者エリザベス・アンスコムの1958年の論文「現代道徳哲学」に遡る。それに続いて：
- 1976年の論文「現代倫理理論の分裂症（英語版）」において、マイケル・ストッカーは義務論的倫理学と帰結主義的倫理学に対する主要なアレテー的批判を要約した[21]。

- 哲学者、心理学者、百科事典編纂者のモーティマー・アドラーは、その著作全体を通じてアリストテレス倫理学（英語版）と幸福またはユーダイモニアの徳理論に訴えた。

- フィリッパ・フットは1978年に『徳と悪徳』と題する論文集を出版した[22]。

- アラスデア・マッキンタイアは、現代とポストモダン思想の問題との対話において徳に基づく理論を再構築する努力を行った。その著作には『美徳なき時代（英語版）』と『道徳的探求の三つの対立する版』がある[23]。

- ポール・リクールは、特に著書『他者としての自己自身』において、その主体の解釈学的現象学においてアリストテレス的な帰結主義的倫理学に重要な位置を与えた[24]。

- 神学者スタンリー・ハワーワス（英語版）は自身のプロジェクトにおいて徳の言語が有用であることを見出した。

- リチャード・テイラーは『徳倫理学入門』（1991年）において、道徳性の基礎として古典的徳の復活を主張する[25]。

- ロジャー・クリスプ（英語版）とマイケル・スロートは『徳倫理学』と題する重要な論文集を編集した[26]。

- マーサ・ヌスバウムとアマルティア・センは国際開発（英語版）における潜在能力アプローチを理論化する際に徳理論を用いた。

- ジュリア・アナスは『幸福の道徳性』（1993年）を執筆した[27]。

- ローレンス・C・ベッカー（英語版）は『新しいストア主義』（1998年）において、現代の徳理論をストア派と同一視した[28]。

- ロザリンド・ハーストハウスは『徳倫理学について』（1999年）を出版した[29]。

- 心理学者マーティン・セリグマンはポジティブ心理学を概念化する際に古典的徳倫理学を参照した。

- 心理学者ダニエル・ゴールマン（英語版）は心の知能指数に関する著書をアリストテレスの『ニコマコス倫理学』からの課題で始めている[30]。

- マイケル・サンデルは著書『これからの「正義」の話をしよう（英語版）』において、正義の倫理理論を支持するためにアリストテレス倫理学を論じている。

道徳哲学における「アレテー転回」は、他の哲学分野における類似の発展と並行している。その一つは認識論であり、そこではリンダ・トリンカウス・ザグゼブスキらによって独特の徳認識論が発展した。政治理論では「徳政治学」についての議論があり、法理論では徳法学に関する小規模だが成長しつつある文献がある。アレテー転回はアメリカ合衆国の憲法学理論にも存在し、その支持者たちは憲法判定者の徳と悪徳の強調を主張する。
道徳性、認識論、法学へのアレテーなアプローチは激しい議論の対象となってきた。一つの批判は指針の問題に焦点を当てている。反対者の一人であるロバート・ラウデンは「徳倫理学のいくつかの悪徳」という論文で、徳のある道徳的行為者、信念者、または裁判官という考えが、行動、信念形成、または法的紛争の解決に必要な指針を提供できるかどうかを問題視している。

## 徳のリスト
徳のリストには複数のものがある。ソクラテスは徳は知識であると論じ、これは実際には一つの徳しかないことを示唆している。ストア派は4つの枢要徳を特定した：知恵、正義、勇気、節制である。知恵は良識、良い計算、機転、分別、創意工夫に細分される。正義は敬虔、誠実、公平、公正な取引に細分される。勇気は忍耐、自信、高邁、快活、勤勉に細分される。節制または節度は良い規律、適切さ、謙虚、自制に細分される。
ジョン・マクダウェルは、徳は人がどのように行動すべきかを識別する「知覚能力」であり、すべての個別の徳は単に行動する理由の範囲に対する「特殊化された感受性」に過ぎないと論じる。

### アリストテレスのリスト
アリストテレスは、人が人間としての機能をよく果たしていることを示す12の徳を特定する。彼は感情と欲望に関する徳を精神に関する徳から区別した。前者を道徳的徳、後者を知的徳と呼ぶ（ただし、現代的な意味では両者とも「道徳的」である）。

#### 道徳的徳
アリストテレスは、各道徳的徳は過剰と不足という2つの対応する悪徳の間の中庸であると示唆した。各知的徳は、精神が真理に到達し、あるものを肯定し、ないものを否定する精神的技能または習慣である。『ニコマコス倫理学』において、彼は11の道徳的徳を論じている：
| 次元                   | 過剰       | 中庸                         | 不足       |
| ---------------------- | ---------- | ---------------------------- | ---------- |
| 恐れと自信             | 向こう見ず | 恐れに直面する勇気           | 臆病       |
| 快楽と苦痛             | 放縦       | 快楽と苦痛に対する節制       | 無感覚     |
| 金銭の取得と支出（小） | 浪費       | 富と所有に関する寛大さ       | 吝嗇       |
| 金銭の取得と支出（大） | 俗悪       | 大きな富と所有に関する壮麗さ | 卑小       |
| 名誉と不名誉（大）     | 虚栄       | 大きな名誉に関する高邁       | 卑屈       |
| 名誉と不名誉（小）     | 虚栄心     | 通常の名誉に関する適切な野心 | 無気力     |
| 怒り                   | 短気       | 忍耐                         | 無気力     |
| 自己表現               | 自慢       | 自己表現における正直さ       | 偽りの謙遜 |
| 会話                   | 道化       | 会話における機知             | 粗野       |
| 社会的行為             | 追従       | 社会的行為における友好性     | 気難しさ   |
| 義憤                   | 嫉妬       | 危害に対する正義と正当な義憤 | 意地悪     |

#### 知的徳
1. ヌース（知性）、基本的真理（定義、自明の原理など）を把握する[7]
2. エピステーメー（科学）、推論（証明、三段論法、論証など）における技能[7]
3. ソフィア（理論的知恵）、基本的真理と有効で必要な推論を組み合わせて、不変の真理について適切に推論する[7]

アリストテレスは他のいくつかの特性も挙げている：
- グノーメー（良識）- 判断を下すこと、「共感的理解」[7]
- シュネシス（理解）- 他者の言うことを理解すること、命令を発しない
- フロネシス（実践的知恵）- 何をすべきかの知識、変化する真理の知識、命令を発する[7]
- テクネー（技術、職人技）[7]

しかし、アリストテレスのリストが唯一のリストというわけではない。アラスデア・マッキンタイアが『美徳なき時代』で指摘したように、ホメーロス、新約聖書の著者たち、トマス・アクィナス、ベンジャミン・フランクリンといった多様な思想家たちが、それぞれリストを提案してきた。ウォルター・カウフマンは、4つの枢要徳として、野心/謙虚さ（「謙野」）、愛、勇気、正直さを提案した。

## 批判
徳理論の支持者たちは時として、徳の中心的特徴はその「普遍的適用可能性」であると論じる。言い換えれば、徳として定義される性格特性は、すべての人にとって普遍的に徳とみなされることが合理的でなければならない。この見方によれば、例えば、従順さを女性の徳として主張しながら、同時にそれを男性の徳として提案しないのは矛盾している。
徳理論の他の支持者たち、特にアラスデア・マッキンタイアは、この反論に対して、徳に関するいかなる説明も、確かにそれらの徳が実践されるべき共同体から生み出されなければならないと論じることで応答する。「倫理学」という言葉自体がエートスを含意する。つまり、徳は特定の時代と場所に根ざしており、必然的にそうでなければならない。紀元前4世紀のアテネで徳とされることは、21世紀のトロントにおける適切な行動の指針としては滑稽であり、その逆も同様である。この見方を取ることは、必ずしも徳の説明が静的でなければならないという議論に与するものではない。道徳的活動、すなわち徳を熟考し実践しようとする試みは、人々が自分たちの社会のエートスをゆっくりとではあるが変化させることを可能にする文化的資源を提供できる。
マッキンタイアは、徳倫理学に関する彼の画期的な著作『美徳なき時代』においてこの立場を取っているように見える。
徳理論に対する別の反論は、徳倫理学が、どのような種類の行為が道徳的に許容され、どのような行為が許容されないかに焦点を当てるのではなく、むしろ善き人となるためにどのような資質を育むべきかに焦点を当てているということである。言い換えれば、一部の徳理論家たちは、例えば殺人を本質的に不道徳または許容できない種類の行為として非難しないかもしれないが、殺人を犯す人は思いやりや公平さのような重要な徳が著しく欠けていると論じるかもしれない。それでもなお、この理論の反対者たちは、理論のこの特定の特徴が、徳倫理学を法制化の基礎として適切な、容認可能な行為の普遍的規範として役に立たないものにしていると異議を唱えることが多い。一部の徳理論家たちは、この点を認めつつも、正当な立法権威の概念そのものに反対し、事実上、政治的理想として何らかの形のアナキズムを主張する。他の徳理論家たちは、法は徳のある立法者によって作られるべきだと論じ、さらに別のグループは、規則ではなく徳の道徳的概念に基づいて司法制度を構築することが可能だと論じる。アリストテレス自身は、『ニコマコス倫理学』を『政治学』の前編とみなし、政治の目的は徳のある市民が発展するための肥沃な土壌を作り出すことであり、徳の一つの目的は健全なポリスに貢献するのを助けることだと考えた。
一部の徳理論家たちは、この全体的な反論に対して、「悪い行為」もまた悪徳に特徴的な行為であるという考えで応答するかもしれない。つまり、徳を目指さない、あるいは徳から逸れる行為が、私たちの「悪い行動」の概念を構成するということである。すべての徳倫理学者がこの考えに同意するわけではないが、これは徳倫理学者が「道徳的に許容できない」という概念を再導入する一つの方法である。徳でないものは非徳であると仮定することによって、無知に訴える論証を犯しているという反論を提起することができる。言い換えれば、ある行為や人物に徳の「証拠が欠けている」というだけでは、他の条件が一定であれば、その行為や人物が非徳であることを意味しない。

### 義務論と功利主義に包摂される
マーサ・ヌスバウムは、徳倫理学はしばしば反啓蒙主義的で、「理論に疑いを持ち、地域的実践に具現化された知恵を尊重する」とみなされるが、実際には義務論や功利主義と根本的に異なるものでもなく、それらに対抗するアプローチとして適格でもないと示唆した。彼女は、これら2つの啓蒙主義の伝統の哲学者たちがしばしば徳の理論を含んでいると論じる。彼女は、イマヌエル・カントの『人倫の形而上学』における「徳論」が「古典的ギリシア理論と同じトピックのほとんどをカバーしている」こと、「彼が、わがままで利己的な傾向性を克服する意志の強さという観点から、徳の一般的説明を提供していること」、「勇気や自制といった標準的な徳、そして貪欲、虚偽、卑屈、傲慢といった悪徳の詳細な分析を提供していること」、「一般的に、彼は傾向性を徳に敵対するものとして描いているが、共感的傾向性が徳への重要な支援を提供することも認識し、それらの意図的な育成を促していること」を指摘した。
主義者たちによる徳の考察を指摘する。彼女は、アラスデア・マッキンタイア、バーナード・ウィリアムズ、フィリッパ・フット、ジョン・マクダウェルといった現代の徳倫理学者たちは合意点が少なく、彼らの著作の共通の核心はカントからの決別を表すものではないと論じる。

### カント的批判
イマヌエル・カントの徳倫理学に対する立場は議論の的となっている。カントの義務論が徳倫理学と対立すると論じる人々には、アラスデア・マッキンタイア、フィリッパ・フット、バーナード・ウィリアムズが含まれる。『人倫の形而上学の基礎づけ』と『実践理性批判』において、イマヌエル・カントは、彼以前の倫理的枠組みと道徳理論に対する多くの異なる批判を提示している。カントはアリストテレスの名前を滅多に挙げなかったが、彼の徳倫理学の道徳哲学をその批判から除外しなかった。徳倫理学に対する多くのカント的議論は、徳倫理学が矛盾しているか、時にはそれがまったく本当の道徳理論ではないと主張する。
「徳倫理学とは何か」において、グレゴリー・ベラスコ・イ・トリアノスキーは、徳倫理学者と彼が「新カント主義」と呼ぶものとの間の主要な相違点を、以下の9つの新カント主義的道徳的主張の形で特定した：
1. 重要な道徳的問いは「何をすることが正しい/義務的か」である
2. 道徳的判断は行為の正しさに関係するものである
3. そのような判断は規則や原則の形を取る
4. そのような規則や原則は普遍的であり、人を顧慮しない
5. それらは道徳的善さとは独立した人間の善の概念に基づいていない
6. それらは、適用される人の欲求とは独立に正当化できる定言命法の形を取る
7. それらは動機づけとなる。すなわち、行為者の欲求とも独立に、行為者に行動を強制できる
8. 道徳的に徳があるためには、行為はこの種の道徳的判断によって動機づけられなければならない（例えば、単にそれと偶然に一致しているだけではない）
9. 性格特性または徳の徳性は、その特性が道徳的判断、規則、原則との関係から導かれる

トリアノスキーは、徳倫理学の現代の支持者たちはほぼ全員が新カント主義の主張#1を拒否し、彼らの多くが他の主張のいくつかも拒否すると述べる。

### ユートピア主義と多元主義
ロバート・B・ラウデンは、持続不可能な形のユートピア主義を促進するという理由で徳倫理学を批判する。ラウデンによれば、現代社会は「アリストテレスが理論化した道徳的共同体よりも多くの民族的、宗教的、階級的集団を含んでおり」、これらの集団はそれぞれ「自身の利益だけでなく、自身の徳の集合も持っている」ため、単一の徳の集合に到達しようとすることは非常に困難である。ラウデンは、徳に基づく倫理学の支持者であるマッキンタイアが『美徳なき時代』でこれに取り組んでいるが、倫理学は行為の周りに規則を構築することを放棄し、人々の道徳的性格を議論することだけに依存することはできないと付随的に指摘している。

## 徳倫理学のトピック

### カテゴリーとしての徳倫理学
徳は義務論と帰結主義の倫理学と対比される。これら3つは最も優勢な現代の規範倫理理論である。義務論、時に義務倫理学と呼ばれるものは、倫理的原則または義務への遵守を強調する。しかし、これらの義務がどのように定義されるかは、しばしば議論の対象となる。義務論者によって使用される規則体系の1つは神命説である。義務論はまた、状況に関係なく道徳的絶対の存在を想定することにおいて、メタ倫理的実在論に依存する。イマヌエル・カントは義務論倫理学の最も重要な理論家とみなされている。
規範倫理学における次に優勢な学派は帰結主義である。義務論が自分の義務を果たすことを強調する一方で、帰結主義は行為の道徳性をその結果に基づかせる。殺人を控える道徳的義務があると言う代わりに、帰結主義者は殺人には望ましくない結果があるので控えるべきだと言うだろう。主な争点は、どの結果が客観的に望ましいものとして特定されるべき（または特定できる）かということである。
ジョン・スチュアート・ミルの最大幸福原理は、何が客観的に望ましいかの一般的に採用される基準である。ミルは、行為の望ましさは、それがもたらす幸福の純量、それが幸福をもたらす人々の数、そしてその幸福の持続期間であると主張する。彼は幸福の階級を描き出そうとし、あるものを他のものより望ましいとするが、そのような概念を分類することは困難である。
徳倫理学者は、良い人が体現する徳（望ましい特徴としても知られる）を特定する。これらの徳を示すことが倫理学の目的であり、人の行為はその人の徳の反映である。徳の哲学者にとって、行為は道徳性の境界線として使用できない。なぜなら、徳は行為の選択以上のものを包含するからである。それは、その徳を示す人が一貫して特定の種類の選択をするように導く存在の仕方である。何が徳であり何が徳でないかについては、徳倫理学において意見の相違がある。また、すべての状況において「徳のある」行為を特定することや、徳を定義することにも困難がある。
帰結主義的および義務論的理論もなお「徳」という用語を制限された意味で使用することがある：体系の原則や規則に従う傾向（または性向）として。これらの理論では、徳は二次的であり、原則（または規則）が一次的である。徳を構成するものについてのこれらの異なる意味は、混乱の潜在的な源である。人生の目的や、人間にとって良い生活とは何かについての教条的な主張は、通常議論の的となる。

### 徳と政治
徳理論は、政治組織の頂点としてのポリスと、その環境で人間が繁栄することを可能にする徳の役割についてのアリストテレスの信念を強調する。対照的に、古典的共和主義は、タキトゥスが共和政ローマからローマ帝国への変容において認識したように、権力と贅沢が個人を腐敗させ、自由を破壊しうるというタキトゥスの懸念を強調する。古典的共和主義者にとって徳は、この種の腐敗に対する盾であり、まだ持っていない良い生活を達成する手段というよりも、すでに持っている良い生活を保持する手段である。この2つの伝統の違いを表現する別の方法は、徳倫理学がアリストテレスの「現にある人間」と「あるべき人間」の根本的区別に依拠するのに対し、古典的共和主義はタキトゥスの「なりうるものの危険」の区別に依拠するということである。
徳倫理学には多くの現代的応用がある：
；社会政治哲学
社会倫理学の分野において、ディアドラ・N・マクロスキーは、徳倫理学が資本主義と資本主義社会を理解するためのバランスの取れたアプローチの基礎を提供できると論じる。
；教育
教育哲学の分野において、ジェームズ・ページは、徳倫理学が平和教育の根拠と基礎を提供できると論じる。
；医療と医療倫理
トマス・アルレッド・ファウンスは、医療環境における内部告発が、徳倫理学においてより確固とした学問的基盤を持っていれば、臨床ガバナンスの経路の中でより尊重されるだろうと論じた。彼は、内部告発が国際連合教育科学文化機関の生命倫理と人権に関する世界宣言において明示的に支持されることを求めた。バリー・シュワルツは、「実践的知恵」が現代の医療システムの非効率で非人道的な官僚制の多くに対する解毒剤であると論じる。
；技術と徳
著書『技術と徳』において、シャノン・ヴァロールは、社会技術的世界で繁栄するために人々が育む必要のある一連の「技術道徳的」徳を提案した：正直さ（真実の尊重）、自制（自分の欲望の作者になること）、謙虚さ（自分が知らないことを知ること）、正義（正しさの支持）、勇気（知的な恐れと希望）、共感（他者への思いやりのある関心）、配慮（他者への愛情のある奉仕）、市民性（共通の目的を作ること）、柔軟性（変化への巧みな適応）、展望（道徳的全体を保持すること）、そして寛大さ（道徳的リーダーシップと精神の高貴さ）である。